# 托伊谢尔河
53°47′53″N 12°10′31″E / 53.79806°N 12.17541°E

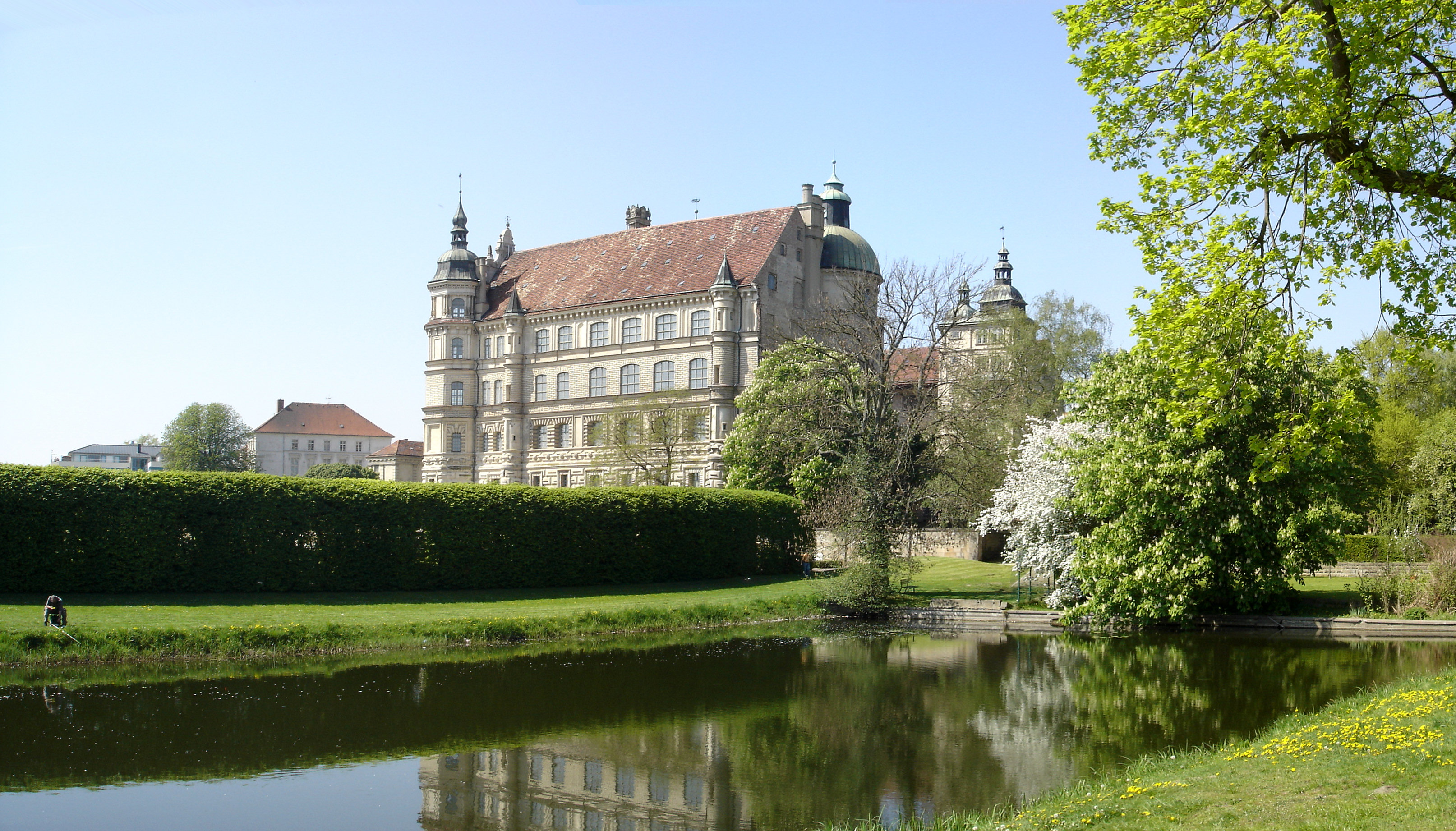
托伊謝爾河

托伊謝爾河（德語：Teuchelbach），是德國的河流，位於該國東北部，由梅克倫堡-前波美拉尼亞州負責管轄，屬於内伯尔河的支流，發源自賴默斯哈根附近，河口處在居斯特羅。